# Anaphes diana
Anaphes diana är en stekelart som först beskrevs av Girault 1911.  Anaphes diana ingår i släktet Anaphes och familjen dvärgsteklar. Inga underarter finns listade i Catalogue of Life.